# بیزارو
بیزارو (به انگلیسی: Bizarro) یک شخصیت خیالی در کتاب‌های کامیک آمریکایی منتشر شده توسط دی‌سی کامیکس است. شخصیت بیزارو توسط نویسنده اتو بایندر و طراح جورج پَپ به عنوان انعکاس و نسخه‌ای ناقص از شخصیت ابرقهرمان سوپرمن خلق شده‌است که برای اولین بار در شمارهٔ ۶۸ کمیک سوپربوی (اکتبر ۱۹۵۸) حضور پیدا کرد. تقریباً تمام کارهایی که او انجام می‌دهد عمداً برعکس است یا با حالت عادی تناقض دارد.
بیزارو کپی ناقصی از سوپرمن است که تمامی قابلیت‌های خارق‌العاده و ابرانسانی او را دارا می‌باشد و در عین حال فاقد هیچ‌یک از خصوصیات خویشتن داری اخلاقی اوست. این شخصیت اغلب به عنوان یک هماورد مقابل سوپرمن تصویر می‌شود، اگرچه در برخی موارد نقش یک ضدقهرمان، یا بی‌طرف را نیز ایفا می‌کند.

## زندگینامه ساختگی شخصیت
همانند بسیاری از شخصیت‌های دیگر در داستان‌های کمیک، نسخه‌های متفاوتی دربارهٔ منشأ این شخصیت وجود دارد. اولین بیزارو زمانی خلق شد که سوپربوی برای کمک به بیمارستان و تکثیر رادیوم توسط یک پروفسور به آنجا دعوت شد. اما آزمایش او با شکست مواجه شد و زمانی که سوپربوی در حال خارج شدن از اتاق بود طی اتفاقی ناگهانی پروفسور به زمین افتاد و با دستگاه تکثیر برخورد کرد. ناگهان اشعه تکثیر دستگاه به سوپربوی برخورد کرد و انفجاری صورت گرفت. در نتیجه این رخداد یک کپی ناقص از این ابرقهرمان خلق شد.
در نسخه‌های دیگر اولین بیزارو حاصل شبیه‌سازی شکست‌خورده از سوپرمن بود که توسط لکس لوتر و دانشمندی به نام دکتر تِنگ توسعه یافته بود. هدف لکس لوتر از این تکثیر استفاده و کنترل نسخه‌ای از سوپرمن بود. اما بیزارو خلق شده شخصیتی سردرگم داشت و خود را نه انسان و نه حیوان می‌پنداشت. در نهایت بیزارو، لکس لوتر را اسیر کرد و باعث ایجاد رعب و وحشت و ویرانی در متروپلیس و حتی تقریباً سبب آشکاری هویت مخفی کلارک کِنت در نقش سوپرمن شد. زمانی که او شیفتهٔ لوئیس لین شد، لین نیز با استفاده از اشعه تکثیر از روی خود یک کپی درست کرد که بیزارو لوئیس نام گرفت و بلافاصله مجذوب بیزارو شد. آن‌ها زمین را با هدف پیدا کردن خانه‌ای برای زندگی ترک کردند.
در یکی دیگر از نسخه‌ها بیزارو تمام توانایی‌های سوپرمن را دارا می‌باشد اما دارای ذهنیت و روش تکلم کودکانه است. در این نسخه او توسط دشمن دیرینهٔ بتمن، یعنی جوکر زمانی که موفق به تصاحب قدرت‌های بُعد پنجم مستر میکسیزپیتلیک شد، به وجود آمد. بواسطهٔ این قدرت، جوکر خود را فرمانروا نامید و نسخه‌ای دیوانه از سوپرمن را خلق کرد. بیزارو به منظور تقلید نقش سوپرمن با چاشنی بذله‌گویی‌های جوکر در نظر گرفته شده بود. اما او متعاقباً توسط دیکتاتور بزرگ سیارهٔ کریپتون، ژنرال زاد دستگیر شد. زاد او را تنها به خاطر شباهتش با سوپرمن و لذت بردن از این کار، مورد ضرب و شتم و شکنجه قرار می‌داد. اما او در نهایت به کمک سوپرمن از آنجا فرار کرد و برای خود ستاد مرکز فرمان‌دهی با عنوان مقبره تنهایی (نقطهٔ مقابل ستاد دژ تنهایی سوپرمن) را بنا نهاد. در طی مجموعه رویدادهای بحران‌های بی‌انتها، او توسط شخصیت زوم، دشمن فلش برای پیوستن به انجمن سری ابرشروران برای مبارزه با لیگ عدالت آمریکا فریب خورد.

## توانایی‌ها و قدرت‌ها
بیزارو دارای تمامی قدرت‌های سوپرمن است، اما برخی از این توانایی‌ها ظاهراً معکوس او می‌باشد. او دارای قدرت، سرعت، استقامت و آسیب‌ناپذیری ابرانسانی است، و همانند سوپرمن قادر به پرواز می‌باشد و همچنین از حواس برتر برخوردار است. توانایی‌های معکوس او عبارتند از:
- اشعهٔ منجمدکننده از چشمان، در عوض ایجاد پرتوی گرمایی
- نفس آتشین در ازای تنفس منجمد کننده
- نفس خلأ در عوض نفس فوق‌العاده
- دید ماوراء طبیعی بیزارو به او اجازه دیدن فاصلهٔ کمی در پشت سر را می‌دهد، در ازای آنکه فواصل دور را در جلوی خود مشاهده کند
- دید میکروسکوپیک بیزارو که باعث می‌شود اشیاء برای دیگران کوچکتر شود و نه صرفاً تنها برای استفاده‌کننده اجسام را بزرگتر جلوه دهد

این مسئله حتی نقاط ضعف او را تحت شعاع قرار داده‌است و بیزارو نسبت به کریپتونایت رنگ آبی آسیب‌پذیر است، بر خلاف سوپرمن که کریپتونایت سبز رنگ برایش کشنده است. در واقع او به واسطهٔ کریپتونایت سبز حتی قوی‌تر نیز می‌شود.